# Il Paese di Solla Sulla
(Tipo in Monociclo-a-Barcollo)
Il Paese di Solla Sulla è un libro per bambini scritto dal Dr. Seuss pubblicato nel 1965 e tradotto in italiano da Anna Sarfatti.

## Trama
Un bel giorno, a un gatto tutto giallo gliene capitarono di tutti i colori (inciampato in un sasso, morso da una Quaglia Pennuta da un Pinzi e da un Punzotto). Decide di andare in un posto dove la sfortuna non esiste, il Paese di Solla Sulla.